# 로만 마댜노프
로만 세르게예비치 마댜노프(러시아어: Рома́н Серге́евич Мадя́нов, 1962년 7월 22일~2024년 9월 25일)는 러시아의 배우이다.

## 작품 목록

### 영화
- 라스트 프론티어 (2020년) - 스미르노프 소령 역
- 원스 어폰 (2017년)
- 더 몽크 앤 더 데몬 (2016년)
- 슈페르보브로비 (2015년)
- 리바이어던 (2014년) - 바딤 역
- 원스 어폰 어 타임 데어 리브드 어 심플 우먼 (2011년)
- 위선의 태양 2 (2010년)
- 12명의 배심원 (2007년)